# علی فرقانی
علی فرقانی (عربی: علی فرقانی؛ زادهٔ ۲۱ سپتامبر ۱۹۵۲) بازیکن فوتبال بازنشسته اهل الجزایر است.
از باشگاه‌هایی که در آن بازی کرده‌است می‌توان به باشگاه فوتبال القبائل و باشگاه فوتبال نصر حسین دای اشاره کرد. وی عضو تیم ملی فوتبال الجزایر در جام جهانی فوتبال ۱۹۸۲ بوده است.